# Tuaran (district)
Tuaran is een district in de Maleisische deelstaat Sabah.
Het district telt 105.000 inwoners op een oppervlakte van 1200 km².